# مقاطعة هاميلتون (إلينوي)
مقاطعة هاميلتون (بالإنجليزية: Hamilton County)‏ هي إحدى المقاطعات في ولاية إلينوي في الولايات المتحدة الأمريكية.